# Leipioivi
Leipioivi är ett berg i Finland. Det ligger i Enontekis i landskapet Lappland, i den norra delen av landet, 900 km norr om huvudstaden Helsingfors. Toppen på Leipioivi är 528 meter över havet, eller 88 meter över den omgivande terrängen. Bredden vid basen är 1,6 km.
Terrängen runt Leipioivi är huvudsakligen lite kuperad.  Trakten runt Leipioivi är nära nog obefolkad, med mindre än två invånare per kvadratkilometer. Närmaste större samhälle är Hetta, 15,5 km söder om Leipioivi. Omgivningarna runt Leipioivi är i huvudsak ett öppet busklandskap.